# Winnetka Challenger 1989
Il Winnetka Challenger 1989 è stato un torneo di tennis facente parte della categoria ATP Challenger Series nell'ambito dell'ATP Challenger Series 1989. Il torneo si è giocato a Winnetka negli Stati Uniti dal 14 al 20 agosto 1989 su campi in cemento.

## Vincitori

### Singolare
Brian Garrow ha battuto in finale  Todd Martin con il punteggio di 6–4, 6–2

### Doppio
Ville Jansson /  Scott Warner hanno battuto in finale  Bill Benjes /  Arthur Engle con il punteggio di 6–7, 6–4, 6–4